# Ajacicyathida
Ajacicyathida (Bedford et Bedford, 1939) — ряд археоціат, своєрідної групи вимерлих осілих тварин. Інтерваллюм заповнений або тільки радіальними стержнями, або тільки септами. Внутрішня стінка в переважній більшості випадків товща за зовнішню. Організми поодинокі, рідше колоніальні; кубки переважно конічні або циліндричні, рідше блюдце- і грибоподібні; іноді спостерігаються поперечні пережими.

## Класифікація[2]
- Родина Agyrekocyathidae
- Родина Ajacicyathidae
- Родина Alphacyathidae
- Родина Anaptyctocyathidae
- Родина Annulocyathidae
- Родина Asterocyathidae
- Родина Bipallicyathidae
- Родина Botomocyathidae
- Родина Bronchocyathidae
- Родина Carinacyathidae
- Родина Cordobicyathidae
- Родина Coscinoptyctidae
- Родина Crassicoscinidae
- Родина Densocyathidae
- Родина Dokidocyathellidae
- Родина Dokidocyathidae
- Родина Erbocyathidae
- Родина Ethmocoscinidae
- Родина Ethmocyathidae
- Родина Ethmophyllidae
- Родина Fallocyathidae
- Родина Gagarinicyathidae
- Родина Geocyathidae
- Родина Geyericoscinidae
- Родина Gloriosocyathidae
- Родина Hupecyathellidae
- Родина Hupecyathidae
- Родина Jakutocarinidae
- Родина Japhanicyathidae
- Родина Jebileticoscinidae
- Родина Kaltatocyathidae
- Родина Kasyriccyathidae
- Родина Kasyricyathidae
- Родина Kidrjasocyathidae
- Родина Kijacyathidae
- Родина Kisasacyathidae
- Родина Kolbicyathidae
- Родина Konjuschkovicyathidae
- Родина Kordecyathidae
- Родина Kymbecyathidae
- Родина Lenocyathidae
- Родина Leptosocyathidae
- Родина Lunulacyathidae
- Родина Membranacyathidae
- Родина Mootwingeecyathidae
- Родина Mrassocyathidae
- Родина Olgaecyathidae
- Родина Papillocyathidae
- Родина Peregrinicyathidae
- Родина Piamaecyathellidae
- Родина Polycoscinidae
- Родина Porocoscinidae
- Родина Pretiosocyathidae
- Родина Putapacyathidae
- Родина Rewardocyathidae
- Родина Robertocyathidae
- Родина Rozanovicyathidae
- Родина Rudanulidae
- Родина Sajanocyathidae
- Родина Salairocyathidae
- Родина Sanarkocyathidae
- Родина Schidertycyathidae
- Родина Schumnyicyathidae
- Родина Sigmocoscinidae
- Родина Sigmocyathidae
- Родина Soanicyathidae
- Родина Sylviacoscinidae
- Родина Tatijanaecyathidae
- Родина Tegerocyathidae
- Родина Tercyathidae
- Родина Torosocyathidae
- Родина Tumulifungiidae
- Родина Tumulocoscinidae
- Родина Tumulocyathidae
- Родина Veronicacyathidae
- Родина Vologdinocyathidae
- Родина Wrighticyathidae
- Родина Xestecyathidae
- Родина Zhuravlevaecyathidae
- Родина Zonacoscinidae